# Пажетнов, Валентин Сергеевич
Валентин Сергеевич Пажетнов (20 июня 1936, Каменск-Шахтинский, Азово-Черноморский край — 8 июня 2021, Торопецкий район, Тверская область) — заслуженный эколог России, доктор биологических наук. Один из известных специалистов в области охраны и управления популяциями бурого медведя, автор уникальной методики выращивания медвежат-сирот для возвращения их в природу.

## Биография
Родился в 1936 году в городе Каменск Ростовской области, отец был военным, мать — бухгалтером.
Охотиться начал с 12 лет, в 15 лет его в порядке исключения приняли в общество охотников.
После окончания семи классов школы, когда ему не было ещё и семнадцати, он стал учеником плотника на заводе, где до службы в армии освоил несколько рабочих специальностей.
Срочную службу служил на Дальнем Востоке, потом снова работал на заводе.
Велик перечень его дальнейших профессий: охотник в Сибири, Красноярском крае, рыбак на Енисее, проводник в геологической партии, грузчик в порту, сварщик в леспромхозе, судоремонтник.
С 1959 до 1963 года работал штатным охотником в Ярцевском коопзверопромхозе.
С 1963 г. Пажетнов с семьей жил в пос. Тарасовском Ростовской области. В 1964—1970 гг. работал в механических мастерских совхоза, был председателем рабочего комитета, учился во Всесоюзном сельскохозяйственном институте заочного образования.
В 1970 году начал работать в Центрально-лесном государственном заповеднике. Был начальником лесной охраны, директором заповедника, старшим научным сотрудником (с 1975 г.). Знаковым стало его знакомство (1972 г.) с профессором МГУ Л. В. Крушинским, который организовал Пажетнову стажировку при лаборатории физиологии и генетики поведения животных кафедры высшей нервной деятельности Московского государственного университета, а затем предложил заняться изучением экологии бурого медведя. Началась экспериментальная работа по выращиванию медвежат-сирот в условиях, приближенных к естественным.
В 1979 году защитил диссертацию кандидата биологических наук.
С 1985 г. семья Пажетновых стала жить в деревне Бубоницы Торопецкого района, где по инициативе Пажетнова была организована биологическая станция «Чистый лес». Деятельность биостанции ориентирована на изучение биологии крупных хищных млекопитающих, а также на реабилитацию медвежат-сирот.
В 1993 году защитил докторскую диссертацию по медведям.
8 июня 2021 года погиб на рыбалке в результате несчастного случая (перевернулась лодка).

## Деятельность
В. С. Пажетнов — автор научных работ, научно-популярных книг и интереснейших публикаций.
- книга «Мои друзья медведи» (1985) — переведена и переиздана в Болгарии, Польше, Франции.
- книга «Мохнатое чудо» (2004)
- книга «Лесная больница. Урман и родник»

## Награды и звания
- звание «Заслуженный эколог России» (1999)
- Тверская областная литературная премия им. М. Е. Салтыкова-Щедрина (2004 год), в номинации «За произведения краеведческого и научно-исследовательского плана» — за книгу «Мохнатое чудо».
- премия им. И. С. Соколова-Микитова (30 мая 2017 года) — за книгу «Лесная больница. Урман и родник»